# Beenong
Beenong is een plaats in de regio Wheatbelt in West-Australië.

## Geschiedenis
Ten tijde van de Europese kolonisatie leefden de Njaki Njaki Nyungah in de streek.
De eerste kolonisten vestigden zich in 1919 ten noordoosten van Lake Grace. In 1923 werd er een schooltje geopend. Het schooltje bleef open tot 1940.
Zoals zoveel plaatsen in de Wheatbelt was Beenong ontstaan aan een nevenspoor van een spoorweg. De landbouwers uit de omgeving maakten er gebruik van om hun oogst uit te voeren. De spoorweg tussen Lake Grace en Newdegate opende officieel op 26 februari 1926.
In de jaren 1920 werd in Beenong een telefooncentrale gevestigd. Op 23 juli 1952 werd het door gevangenen aangelegde 'Dingo Rock Catchment Dam' officieel in gebruik genomen. Voorheen gebruikte Beenong water uit de spoorwegwatertank.
Het nevenspoor werd op 23 september 1972 uit gebruik genomen.

## 21e eeuw
Beenong maakt deel uit van het lokale bestuursgebied (LGA) Shire of Lake Grace, een landbouwdistrict. In 2021 telde Beenong 41 inwoners.

## Bezienswaardigheid
Net ten noorden van Beenong ligt 'Dingo Rock', een ongewone granieten ontsluiting.

## Transport
Beenong ligt 344 kilometer ten zuidoosten van de West-Australische hoofdstad Perth, 180 kilometer ten noordwesten van het aan de South Coast Highway gelegen Ravensthorpe en 21 kilometer ten oostnoordoosten van Lake Grace, de hoofdplaats van het lokale bestuursgebied waarvan het deel uitmaakt.
De spoorweg die langs Beenong loopt maakt deel uit van het goederenspoorwegnetwerk van Arc Infrastructure.